# Adrenalna kriza
Adrenalna kriza je retka ali potencijalno fatalna endokrinopatija i urgentno stanje nastalo usled naglog i velikog smanjenja ili potpunog prestanka lučenja hormona kore nadbubrega koje neposredno ugrozava život bolesnika. Stanje je teško dijagnostikovati zbog nespecifičnih simptoma. Epidemiološke studije pokazuju da se u 4 5% slučajeva adrenalna insuficijencija otkrije tek u fazi akutne adrenalne krize. Hipotenzija refraktorna na primenu vazopresora i intravensku nadoknadu tečnosti, u prisustvu neobjašnjive hiponatriemije i hiperkalijemije je uvek suspektna na potencijalnu insuficijenciju kore nadbubrežnih žlezda. Do polovine 20. veka, sve do pojave sintetskih kortikosteroida, primarna adrenalna insuficijencija se uvek fatalno završavala — adrenalnom krizom. Sintezom kortikosteroida stvorili su se uslovi da se primarna adrenalna insuficijencija pretvori u hroničnu bolest koja se može regulisati supstitucionom terapijom. Opasnost od letalnog ishoda adrenalne krize uvek postoji, što od lekara urgentne medicine zahteva ogromnu odgovornost.

## Nazivi
Akutna insuficijencija kore nadbubrežnih žlezda · Adisonova kriza · Adrenalna kriza

## Anatomija i fiziologija steroidnih hormona
Kora nadbubrežne žlezde
Koru nadbubrežnih žlezda anatomski čine tri zone: zona glomerulosa, zona fasciculata, i zona reticularis. Sa stanovišta funkcionalnosti koru nadbubržne žlezde čine dve funkcionalne celine, 
- spoljašnji deo – zona glomerulosa, koja je odgovorna za sekreciju mineralokortikoida (aldosteron)
- unutrašnji deo — koju čine zona fasciculata i zona reticularis, koje su odgovorne za sekreciju glukokortikoida (kortizol, kortikosteron) kao i za sekreciju seksualnih steroida (androstenedion, DHEA, progesteron, estrogeni).

Svi steroidni hormoni kore nadbubrega dele se u tri velike grupe prema njihovom predominantnom efektu. To su glukokorikoidi, mineralokortikoidi i androgeni.
Sekrecija glukokortikoida i androgenih steroida kore nadbubrežnih žlezda je pod kontrolom osovine hipotalamus-hipofiza-nadbubrežna žlezda i ostvaruje se posredstvom kortikotropin realising faktor (skraćeno CRF) hipotalamusa i adrenokortikotropni hormon (skraćeno ACTH) prednjeg režnja hipofize. 
Sekrecija mineralokortikoida zavisna je od elektrolitnog sastava plazme i aktivnosti sistema renin-angiotenzin a samo manjim delom je ACTH zavisna. 
Sekrecija glukokortikoida pokazuje cirkadijalni ritam sa najvišim nivoom u ranim jutarnjim časovima (06—08 h) . Dnevno se sintetiše i oslobađa 15—30 mg kortizola i oko 0,15 mg aldosterona. Fizički i emocionalni stres, trauma, infekcija, mogu da udesetostruče produkciju kortizola što ovom hormonu donosi epitet „hormon stresa”. Prekurzor za sintezu svih steroidnih hormona kore nadbubrega jeste holesterol. 
Mineralokortikoidi učestvuju u regulisanju volumena ekstracelularne tečnosti, održavanju elektrolitnog balansa. Aldosteron stimuliše resorpciju natrijuma u distalnom tubulu i sabirnim kanalićima bubrega a time i retenciju vode. Povećava ekskreciju kalijuma i jona vodonika. Ovo delovanje ispoljava i u znojnim i pljuvačnim žlezdama i crevnom epitelu. 
Glukokortikoidi regulišu metabilzam ugljenih hidrata, masti i protina. Na metabolizam ugljenih hidrata deluju pospešujući glukoneogenezu. Stimulišu sintezu proteina u jetri, mobilišu aminokiseline za proces glukoneogeneze u jetri. Povećavaju katabolizam mišićnog tkiva i kosti. Stimulišu oslobađanje masnih kiselina. Pojačana glukoneogeneza i smanjen utrošak glukoze u ćelijama dovode do porasta glikemije. Održavaju senzibilnost kardiovaskularnog sistema prema dejstvu cirkulišućih kateholamina. Ispoljavaju antiinlamatorno, antialergijsko i imunosupresivno delovanje. Preko 95% dejstva glukokortikoida ostvaruje kortizol. 
Androgeni steroidi (androstenedion, DHEA) u perifernim tkivima se konvertuju u testosteron. Imaju androgenu i anaboličku aktivnost. Enzimskom transformacijom nastaju i male količine estrogena i progesterona. Kora nadbubrega je u menopauzi glavni izvor endogenih estrogena.

## Etiopatogeneza
Adrenalna kriza, je urgentno stanje nastalo usled naglog i velikog smanjenja ili potpunog prestanka lučenja hormona kore nadbubrega koje neposredno ugrozava život bolesnika, ili primarna adrenalna insuficijencija (Adisonova bolest), nastale kao posledica oboljenja samih nadbubrežnih žlezda. 
Karakteriše se niskim vrednostima kortizola uz visoke vrednosti ACTH. Sekundarna adrenalna insuficijencija je znatno češća i posledica je oštećenja hipotalamusa ili hipofize, pri čemu je nadbubrežna žlezda očuvana. Postoji smanjena produkcija kortizola uz smanjenu prudukciju ACTH adenohipofize ili CRH hipotalamusa

## Klinička slika
Klinička slika insuficijencije kore nadbubrega je posledica je nedostatka mineralokortikoida, glukokortikoida i androgena. Odlikuje je veliki broj relativno nespecifičnih simptoma, posebno na početku bolesti. Simptomi bolesti se javljaju postepeno i podmuklo, i mogu ostati dugo neprimećeni. Najčešći simptomi su:
- osećaj umora,
- mišićna slabost, bol u zglobovima i mišićima,
- groznica,
- gubitak telesne težine,
- anksioznost,
- mučnina, povraćanje, proliv,
- glavobolja, vrtoglavica,
- znojenje,
- promene u raspoloženju,
- povećana potreba za unošenjem slane hrane zbog gubitka natrijuma putem mokrtaće.
- ortostatska (posturalna) hipotenzija.
- hiperpigmentacija kože i bukalne sluznice prisutna je kod primarne adrenalne insuficijencije praćene visokim vrednostima ACTH,
- smanjena pubična i pazušna maljavost kao i smanjenje libida, posledica su deficijencije androgena kore nadbubrega.

I dok kod Adisonove bolesti postoje simptomi koje se razvijaju mesecima i godinama, kod adrenalne krize simptomi i znaci razvijaju se veoma brzo, naglo.

## Dijagnoza
Dijagnoza adrenalne krize se postavlja na osnovu:
- Kliničke slike
- Objektivnog pregleda
- Laboratorijskih nalaza — u kojima postoji: hipoglikemija, hiponatriemija, hiperkalijemija, hiperkalcemija, povišena urea, metabolička acidoza, limfocitoza, eozinofilija.
- Određivanje hormona — koje je u drugom planu

## Terapija
Ovo urgentno stanje zahteva hitno lečenje u jedinicama intenzivne nege. Lečenje podrazumeva nadoknadu manjka hormona i što pre normalizaciju volemije. U tom cilju primenjuju se:
- brzodelujući preparati hormona kore nadbubrega
- infuzije izotoničnih rastvora natrijum hlorida i glukoze,
- antibiotici
- vazopresori, po potrebi.[5][6]

## Spoljašnje veze
|  | Molimo Vas, obratite pažnju na važno upozorenje u vezi sa temama iz oblasti medicine (zdravlja). |